# Hayward Lake
Hayward Lake är en sjö i Kanada.   Den ligger i provinsen British Columbia, i den södra delen av landet, 3 500 km väster om huvudstaden Ottawa. Hayward Lake ligger 49 meter över havet. Arean är 2,6 kvadratkilometer. Den sträcker sig 4,0 kilometer i nord-sydlig riktning, och 3,9 kilometer i öst-västlig riktning.
I omgivningarna runt Hayward Lake växer i huvudsak blandskog. Runt Hayward Lake är det ganska tätbefolkat, med 139 invånare per kvadratkilometer.